# موتور پنج‌سیلندر خطی

تصویر متحرک از یک موتور پنج سیلندر خطی

موتور پنج سیلندر خطی (انگلیسی: Straight-five engine که به‌طور خلاصه تر ال۵ یا آی۵ هم نامیده می‌شود) یک نوع موتور درون‌سوز است که دارای پنج سیلندر (موتور) است که در کنار هم به صورت خطی قرار گرفته‌اند.
موتورهای پنج سیلندر را می‌توان ترکیبی از موتور چهارسیلندر خطی و موتور شش سیلندر خطی دانست. به نرمی و شهری بودن چهارسیلندر و به قدرت موتورهای شش سیلندر.
یک نسخه دیگر از این موتور به صورت وی شکل در شمال آمریکا عرضه می‌شود (منظور موتور وی۵ است که در خودروهای فولکس واگن هم استفاده می‌شود).